# Präludium und Fuge Es-Dur BWV 876 (Das Wohltemperierte Klavier, II. Teil)
Präludium und Fuge Es-Dur, BWV 876, bilden ein Werkpaar im 2. Teil des Wohltemperierten Klaviers, einer Sammlung von Präludien und Fugen für Tasteninstrumente von Johann Sebastian Bach.

## Präludium
Hugo Riemann beschreibt dieses Präludium als „Gigue im flotten 9/8-Takt“. Hermann Keller vergleicht es mit einem Lautenpräludium Bachs in derselben Tonart, BWV 998, und bezeichnet es als „Tanzlegendchen“ (nach der gleichnamigen Legende von Gottfried Keller). Alfred Dürr erwähnt den Begriff „Sonatenpräludium“ und ordnet es in die Kategorie des „motivgeprägt variablen Satzes“ mit „Pastorale-Charakter“ ein. Einigkeit herrscht jedenfalls über die heitere Anmut des Stücks, trotz einiger Molleintrübungen, verminderter Intervalle in Takt 43 und großer Notensprünge (z. B. fallende Septimen in Takt 37, steigende Nonen in Takt 39 und 41).
Interpreten müssen sich am Schluss des Stücks entscheiden, ob sie den zielstrebig erreichten Tiefpunkt auf C in Takt 66, die pathetische doppelte Achtelpause im nächsten Takt, die Hemiole der Takte 67/68, die gleichzeitige plötzlich auffahrende 16tel-Tonleiter sowie den nachfolgenden einstimmigen Abstieg bis zum Schlusstakt 71 betont „in Szene setzen“ wollen oder in den ganzen Ablauf zu integrieren versuchen.

## Fuge
Die vierstimmige Fuge ist ein Beispiel für Bachs Verwendung des stile antico, der unter anderem auch im alla-breve-Takt zum Ausdruck kommt. Ihr Thema ist gesanglich und eingängig, das Stück könnte als Chorfuge interpretiert werden. Riemann unterlegt dazu folgenden Text: „Lob, Preis und Dank sei dem Herrn, der uns erlöst von dem Tod“. Das Thema wird jedoch fast stets noch einige Noten weiter geführt, so dass die von Bach gemeinte Abgrenzung offen bleibt. Peter Benary schlägt deshalb folgende Vertonung vor: „Also hat Gott sich der Welt erbarmet, dass er uns seinen Sohn gegeben hat in seiner Güte“.
Die Exposition schließt in Takt 30 mit dem auf diese Weise verlängerten Thema und geht nahtlos in die zweite Durchführung über, die mit mehrfachen Engführungen (Takt 30/31 und 37/38) versehen ist. Nach dem einzigen Zwischenspiel in Takt 46-53 folgt die dritte Durchführung mit einer zunächst vorgetäuschten Engführung, da ab Takt 56 in der Oberstimme nur Teile des Themas erklingen. In Takt 59 und 60 wird das Thema in Sopran und Bass dann nochmals vollständig enggeführt, worauf der absteigende Sekundgang im Sopran bis zum es1 im abschließenden Takt 70 die Fuge beendet.